# Green Level
Green Level és una població dels Estats Units a l'estat de Carolina del Nord. Segons el cens del 2008 tenia 2.149 habitants.

## Demografia
Segons el cens del 2000, Green Level tenia 2.042 habitants, 741 habitatges i 555 famílies. La densitat de població era de 559,2 habitants per km².
Dels 741 habitatges en un 33,5% hi vivien nens de menys de 18 anys, en un 44,5% hi vivien parelles casades, en un 23,5% dones solteres, i en un 25,1% no eren unitats familiars. En el 21,2% dels habitatges hi vivien persones soles el 8,1% de les quals corresponia a persones de 65 anys o més que vivien soles. El nombre mitjà de persones vivint en cada habitatge era de 2,76 i el nombre mitjà de persones que vivien en cada família era de 3,18.
Per edats la població es repartia de la següent manera: un 27,9% tenia menys de 18 anys, un 8% entre 18 i 24, un 31% entre 25 i 44, un 22,4% de 45 a 60 i un 10,7% 65 anys o més.
L'edat mediana era de 35 anys. Per cada 100 dones de 18 o més anys hi havia 86,5 homes.
La renda mediana per habitatge era de 31.793 $ i la renda mediana per família de 34.242 $. Els homes tenien una renda mediana de 23.143 $ mentre que les dones 21.161 $. La renda per capita de la població era de 12.403 $. Entorn del 10,3% de les famílies i l'11,9% de la població estaven per davall del llindar de pobresa.

## Poblacions més properes
El següent diagrama mostra les poblacions més properes.